# Niévroz
Niévroz ist eine französische Gemeinde mit 1.648 Einwohnern (Stand 1. Januar 2022) im Département Ain in der Region Auvergne-Rhône-Alpes. Sie gehört zum Kanton Miribel im Arrondissement Bourg-en-Bresse.

## Geographie

### Lage
Niévroz liegt auf 185 m, etwa 44 Kilometer südsüdwestlich der Präfektur Bourg-en-Bresse, 19 Kilometer nordöstlich der Stadt Lyon und 56 Kilometer Luftlinie südsüdöstlich der Stadt Mâcon. Das Dorf erstreckt sich in der Talsenke der Rhône am Südrand des Départements.

### Topographie
Die Fläche des 10,46 km² großen Gemeindegebiets umfasst einen Abschnitt am rechten Ufer der Rhône im Süden der Landschaft Côtière und liegt vollständig in der flachen Schwemmebene zwischen dem Fluss und dem für die Côtière typischen Steilhang am Rand der Dombes. In der Südostecke der Gemeinde teilt sich die Rhône auf in den Canal de Miribel (nördlicher Arm), in den hier das Flüsschen Cotey einmündet, und den Canal de Jonage. Der Zufluss in den Canal de Miribel wird durch ein Wehr gesteuert. Am Ostrand des Gemeindegebiets verläuft die Schleife eines Altarms der Rhone, in dessen ehemaligem Flussbett sich heute Wasserflächen und Waldstreifen abwechseln. Insgesamt wird ein Anteil von 63 % der Gemeindefläche zur Feldwirtschaft genutzt. Der Waldanteil erreicht 12 % und die Siedlungsfläche 9 %.

### Nachbargemeinden
Nachbargemeinden von Niévroz sind La Boisse und Dagneux im Norden, Balan im Osten, Jons und Jonage im Süden sowie Thil im Westen.

### Gemeindegliederung
Der eigentliche Ortskern von Niévroz und der westlich davon gelegene alte Weiler Bourbuel bilden nach dem Wachstum der letzten Jahrzehnte ein gemeinsames Siedlungsgebiet. Im Südwesten schließen sich die Ortsteile Le Ga und Le Petit Ga an. In einigen Kilometern Abstand in direkter Nachbarschaft zu Thil liegt die Hofgruppe Les Tuileries. Am Nordrand er Gemeinde befindet sich ein gemeindeübergreifendes Gewerbegebiet, dessen nach Niévroz zugewandter Teil Parc d’activités Les Cèdres Bleus heißt. Am Canal de Miribel erstreckt sich ein Campingplatz.

## Geschichte
Beim Flurnamen Les Cancottes im Nordosten der Gemeinde wurden 1984 Überreste einer Behausung aus der Eisenzeit gefunden, die über die C14-Methode auf den Zeitraum 2100±140 v. Chr. datiert wurde.
Im Mittelalter erschien Niévroz erstmals 1247 unter dem Namen Nevro als Standort einer Kirchgemeinde. Die Schreibweise änderte sich später über Nievro und Nièvre zu Niévroz. Das Wort „Nièvre“ bezeichnet Uferwiesen. Die Ländereien im Ort gehörten zur Herrschaft Montluel.

### Bevölkerungsentwicklung
| Jahr                       | 1962 | 1968 | 1975 | 1982 | 1990 | 1999 | 2006 | 2012 | 2021 |
| -------------------------- | ---- | ---- | ---- | ---- | ---- | ---- | ---- | ---- | ---- |
| Einwohner                  | 364  | 502  | 627  | 782  | 1061 | 1360 | 1485 | 1502 | 1634 |
| Quellen: Cassini und INSEE |      |      |      |      |      |      |      |      |      |

Mit 1648 Einwohnern (Stand 1. Januar 2022) gehört Niévroz zu den kleineren Gemeinden des Départements Ain. Nachdem die Einwohnerzahl von knapp 500 im 19. Jahrhundert auf etwas über 300 in der ersten Hälfte des 20. Jahrhunderts zurückgegangen war, wurde seit Mitte der 1970er Jahre eine starke Bevölkerungszunahme verzeichnet. Die Ortsbewohner von Niévroz heißen auf Französisch Nièvrant(e)s.

## Wirtschaft und Infrastruktur
Niévroz ist bis heute ein vorwiegend durch die Landwirtschaft geprägtes Dorf, das sich auf den Anbau von Öl- und Eiweißpflanzen konzentriert. Daneben gibt es heute verschiedene Betriebe des lokalen Kleingewerbes. Mittlerweile hat sich das Dorf auch zu einer Wohngemeinde entwickelt. Viele Erwerbstätige sind Wegpendler, die vor allem im Großraum Lyon ihrer Arbeit nachgehen.
Die Ortschaft liegt abseits der größeren Durchgangsstraßen an einer Departementsstraße, die von Montluel nach Jons führt. Eine weitere Straßenverbindung besteht mit Thil. Die Trassen der Schnellfahrstrecke LGV Rhône-Alpes und der Autobahn Autoroute A432 durchqueren die Gemeinde in deren Westen. Die nächstgelegenen größeren Bahnhöfe sind Lyon Part-Dieu oder Lyon-Saint-Exupéry TGV und der nächste Autobahnanschluss an die Autoroute A42 befindet sich in rund drei Kilometer Entfernung. Als Flughafen in der Region kommt Lyon-St-Exupéry (18 Kilometer) in Frage.

### Bildung
In Niévroz befindet sich eine staatliche école primaire, eine Grundschule mit eingegliederter Vorschule.

## Sehenswürdigkeiten
Die Kirche Mariä Himmelfahrt ist eine 1895 fertiggestellte, einschiffige Kirche, deren Vorgängerbau einem Brand zum Opfer gefallen war.

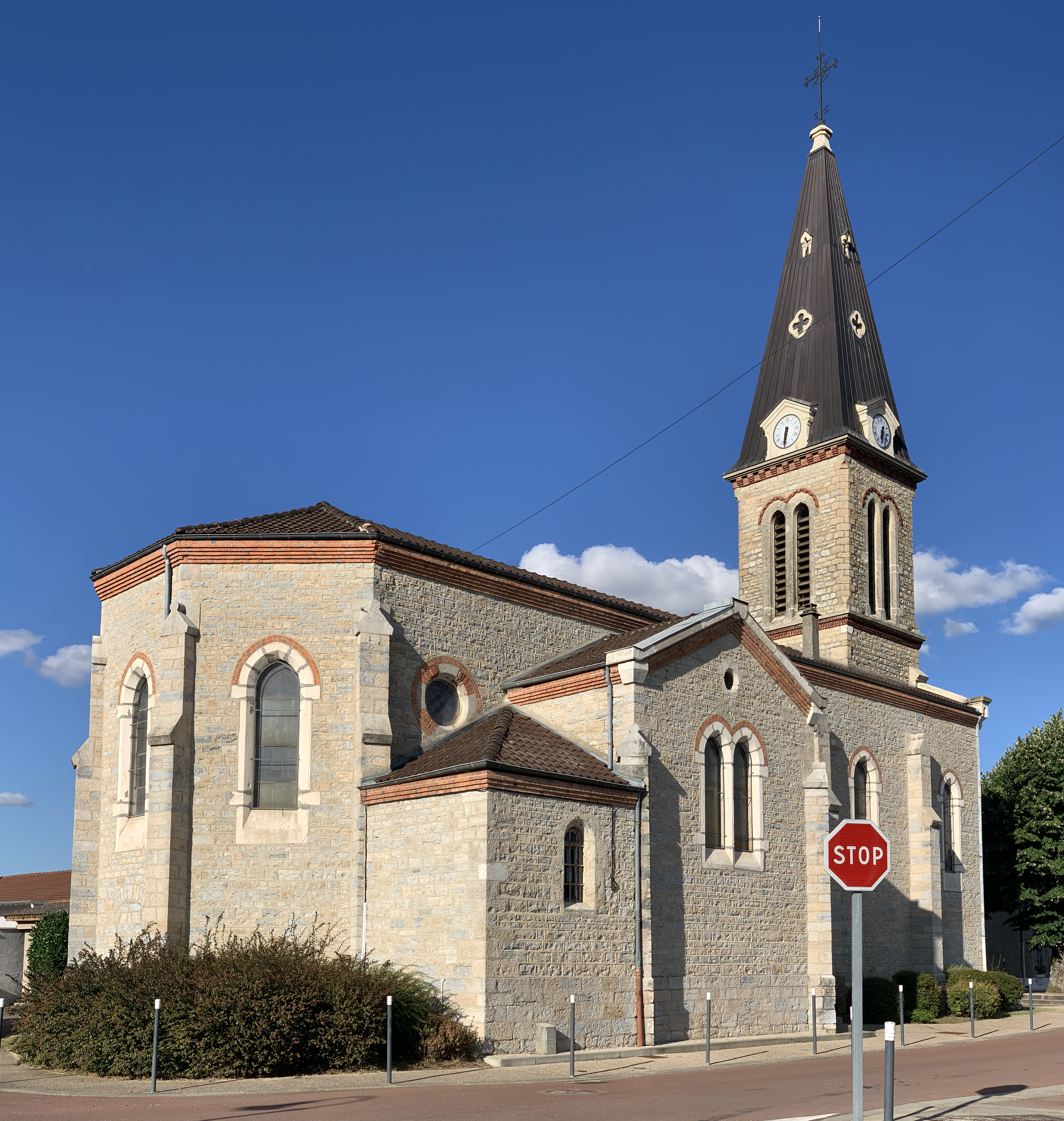
Kirche Mariä Himmelfahrt
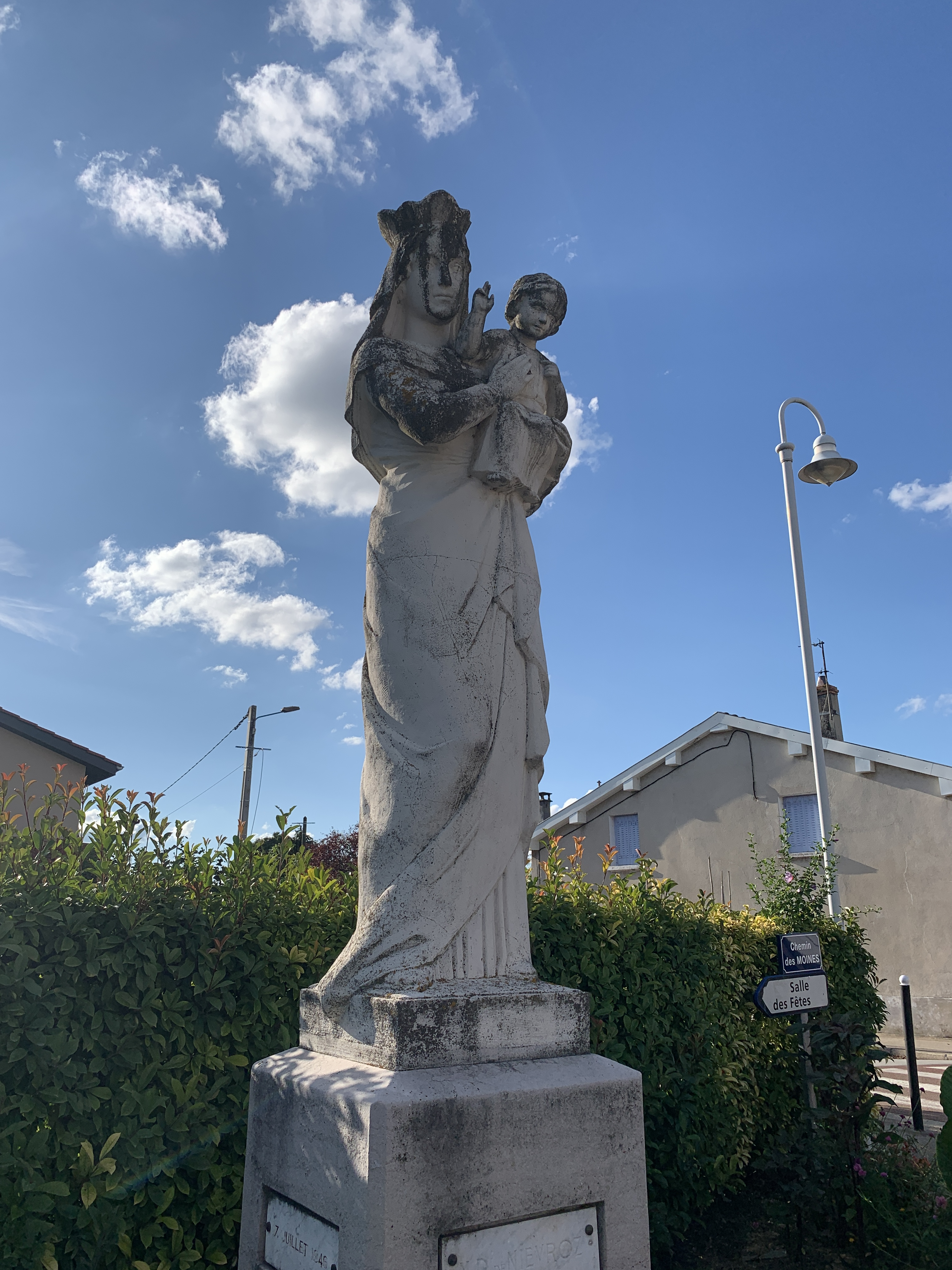
Marienstatue
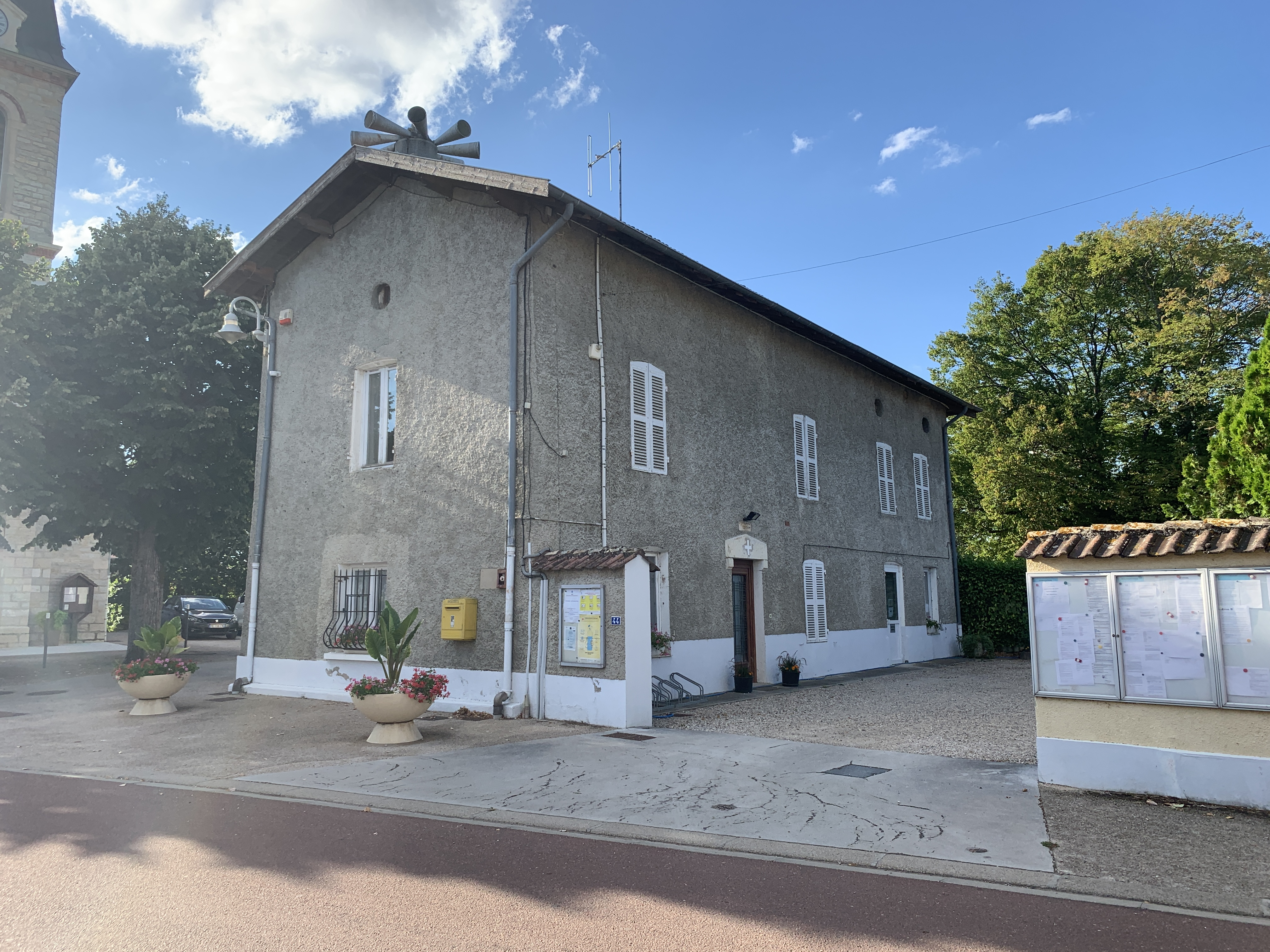
Ehemaliges Pfarrhaus
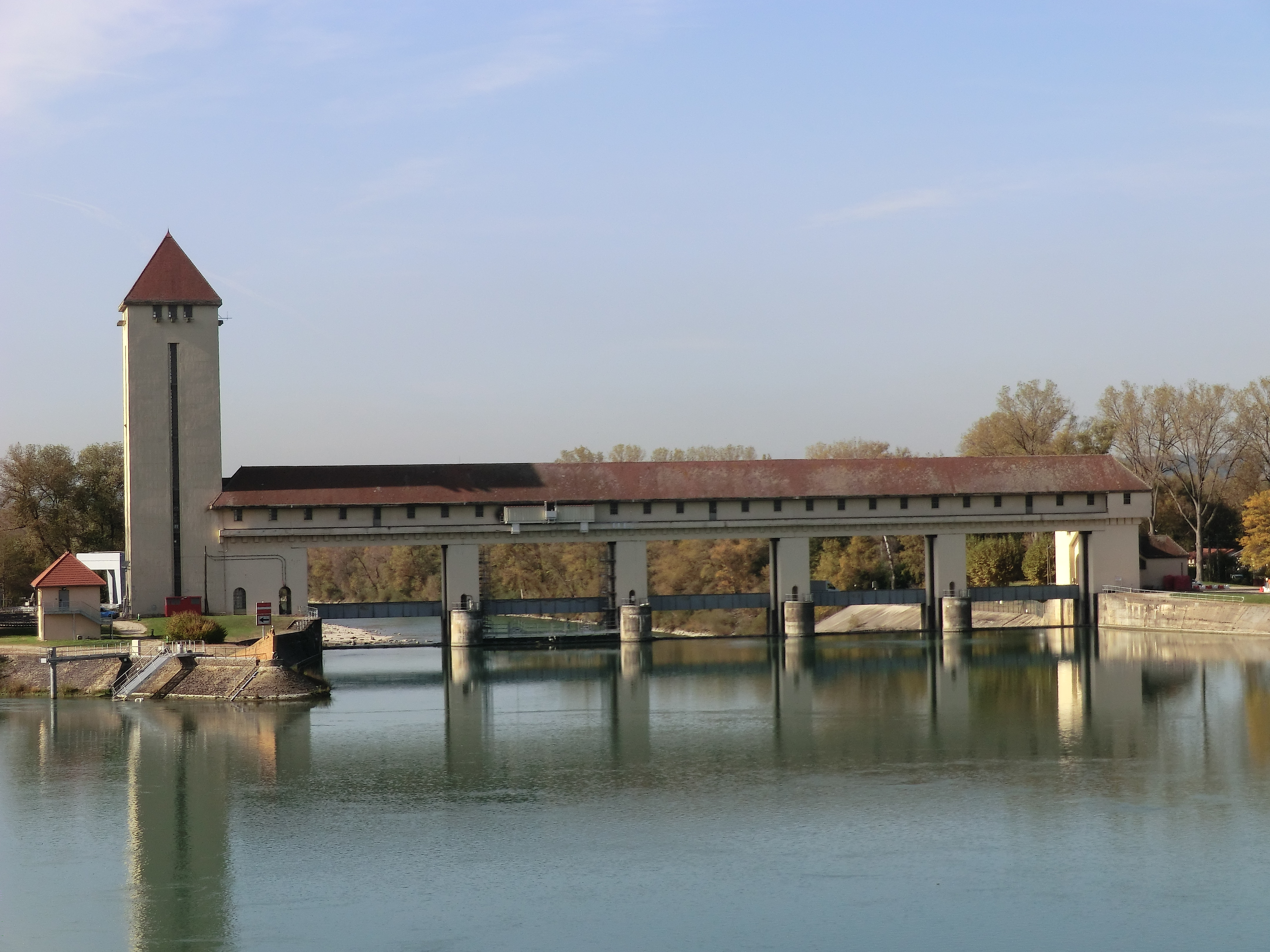
Stauwehr am Abzweig zum Canal de Miribel